# Nuno Maria de Figueiredo Cabral Pinheiro Torres
Nuno Maria De Figueiredo Cabral Pinheiro Torres (Antuérpia, 12 de fevereiro de 1915 – Albergaria-a-Velha, 6 de março de 1969) foi um juiz e político português. Foi presidente da Câmara Municipal do Porto entre 1962 e 1969.

## Biografia
Filho de Alberto Pinheiro Torres e Maria Isabel de Figueiredo Cabral, casou-se em 30 de dezembro de 1941 com D. Julia Catarina Martins da Rocha com quem teve dois filhos, Alberto Maria Pinheiro Torres e Carlos Maria Pinheiro Torres. Iniciou sua vida profissional logo após o término da sua licenciatura em direito pela Universidade de Coimbra. Desempenhou diversos cargos na vida pública como: delegado do Instituto Nacional do Trabalho e Previdência na Covilhã, juiz de direito nos tribunais de trabalho, presidente da Câmara Municipal do Porto entre 1962 e 1969 e procurador à Câmara Corporativa por inerência da referida Presidência.
Foi Grande Oficial da Ordem do Infante D. Henrique, da Ordem de Benemerência e Comendador da Soberana Ordem Militar de Malta, Medalha de Ouro da Cidade do Porto.

## Obra
No seu mandato na presidência da Câmara do Porto, a Ponte da Arrábida foi terminada e inaugurada em 22 de junho de 1963. Esta obra levou a alteração nas vias de acesso e de entrada e saída na cidade. Assim, novas vias de acesso foram criadas na época nomeadamente a ligação entre a ponte da Arrábida e a o Bairro da Pasteleira, o Viadutos de Pedro Hispano e da Via Rápida e a passagem subterrânea na Rua Almeida Garrett.
No campo dos transportes introduziu-se um plano de estudos de rede de semáforos inteligentes e interligados pela primeira vez com uma central de comando.
O plano de urbanização da cidade foi aprovado. Foi ampliada a Zona Industrial de Ramalde, e o prolongamento da Rua do Campo Alegre permitiu maior facilidade da Ligação da Pasteleira ao Centro da cidade, fomentando a construção de novos edifícios.
Veio a falecer num acidente de viação em 6 de março de 1969, quando ainda desempenha as funções de líder da autarquia da segunda maior cidade do país.